# Micky Huijsmans
Micky Huijsmans ('s-Hertogenbosch, 29 augustus 1995) is een Nederlands zangeres. Ze is vooral bekend als leadzangeres bij het folkproject Sowulo en als voormalig leadzangeres van de symfonische metalband End Of The Dream. Tevens is Huijsmans sessiemuzikant bij verscheidene rockacts en geeft ze zanglessen.

## Carrière
In 2015 begon Huijsmans met een mbo-opleiding tot metalartiest aan de Metal Factory in Eindhoven. In 2018 studeerde zij hier af als metalzangeres. 

### End Of The Dream
In de periode 2010–2018 was Huijsmans leadzangeres van de Nederlandse symfonische metalband End Of The Dream, waarmee zij bekend werd. Met deze band bracht Huijsmans twee studioalbums uit.

### Sowulo
Sinds maart 2021 is Huijsmans leadzangeres bij het Nederlandse folkproject Sowulo. In september 2022 verscheen het eerste studioalbum van Sowulo met Huijsmans.

### Andere acts
Snake Bite Love
In de periode 2016–2020 werkte Huijsmans als leadzangeres bij de akoestische Motörhead-tributeband Snake Bite Love, met onder andere de Nederlandse metalartiesten Siebe Sol (als contrabassist) en Wouter Macare (als cajónist). In 2016 en 2017 was ze met deze tribuutact te zien tijdens een Nederlandse concerttour genaamd Lemmy Lives. Deze concertenreeks was een eerbetoon aan de in eind 2015 overleden Motörhead-frontman Lemmy Kilmister. Tijdens de concerten, die werden gepresenteerd door Dikke Dennis, werden verscheidene werken van Motörhead live gespeeld door andere bekende Nederlandse hardrock- en metalartiesten, waaronder Raven van Dorst, Charlotte Wessels, Marco Roelofs en leden van The Charm The Fury, Peter Pan Speedrock, Birth of Joy en Death Alley. In 2019 bracht Snake Bite Love het tributealbum Back To The Pub uit.
Porselain
Sinds 2018 is Huijsmans leadzangeres bij het experimentele muziekproject Porselain, dat onder andere elementen uit de avant-gardemetal en artrock op duistere en theatrale wijze combineert. In 2019 bracht Porselain een debuutalbum uit, genaamd Duende.

## Discografie

### Met Sowulo
- Wurdiz (studioalbum, 2022)

### Met End Of The Dream
- End Of The Dream  (ep, 2013)
- All I Am (studioalbum, 2015)
- Until You Break (single, 2017)
- Until You Break (studioalbum, 2017)

### Met andere acts
- Back To The Pub (2019), tributealbum van Snake Bite Love
- Duende (2019), debuutalbum van Porselain
- A Song Of Death, A Song Of Pain (2022), single van Marcela Bovio